# مسجد شیخ
مسجد شیخ مربوط به دوره قاجار است و در خوی، خیابان طالقانی، جنب مقبره آل یعقوب واقع شده و این اثر در تاریخ ۱۷ اسفند ۱۳۸۱ با شمارهٔ ثبت ۷۸۶۰ به‌عنوان یکی از آثار ملی ایران به ثبت رسیده است.